# Céline Herbin
Pour les articles homonymes, voir Herbin.
Céline Herbin, née le 30 octobre 1982 à Avranches, est une golfeuse française évoluant sur le circuit américain (LPGA) et le Ladies European Tour (LET).

## Biographie

### Formation
Céline Herbin étudie le génie biologique à l'institut national des sciences appliquées de Toulouse et passe un master à HEC Paris.

### Carrière sportive
Céline Herbin remporte son premier tournoi dans le Ladies European Tour (LET) en 2015 à l'Open de France Féminin,.
En 2016, elle rejoint le circuit américain (LPGA) tout en continuant de jouer dans le LET.
Elle remporte son deuxième tournoi en LET à La Reserva de Sotogrande Invitational en 2019.
En juin 2021, elle se classe 14e à l'US Open féminin.
En 2023, elle reprend sa saison dans l'Epson Tour puis participe au Jabra Ladies Open (en).